# Theresienhöhe 8

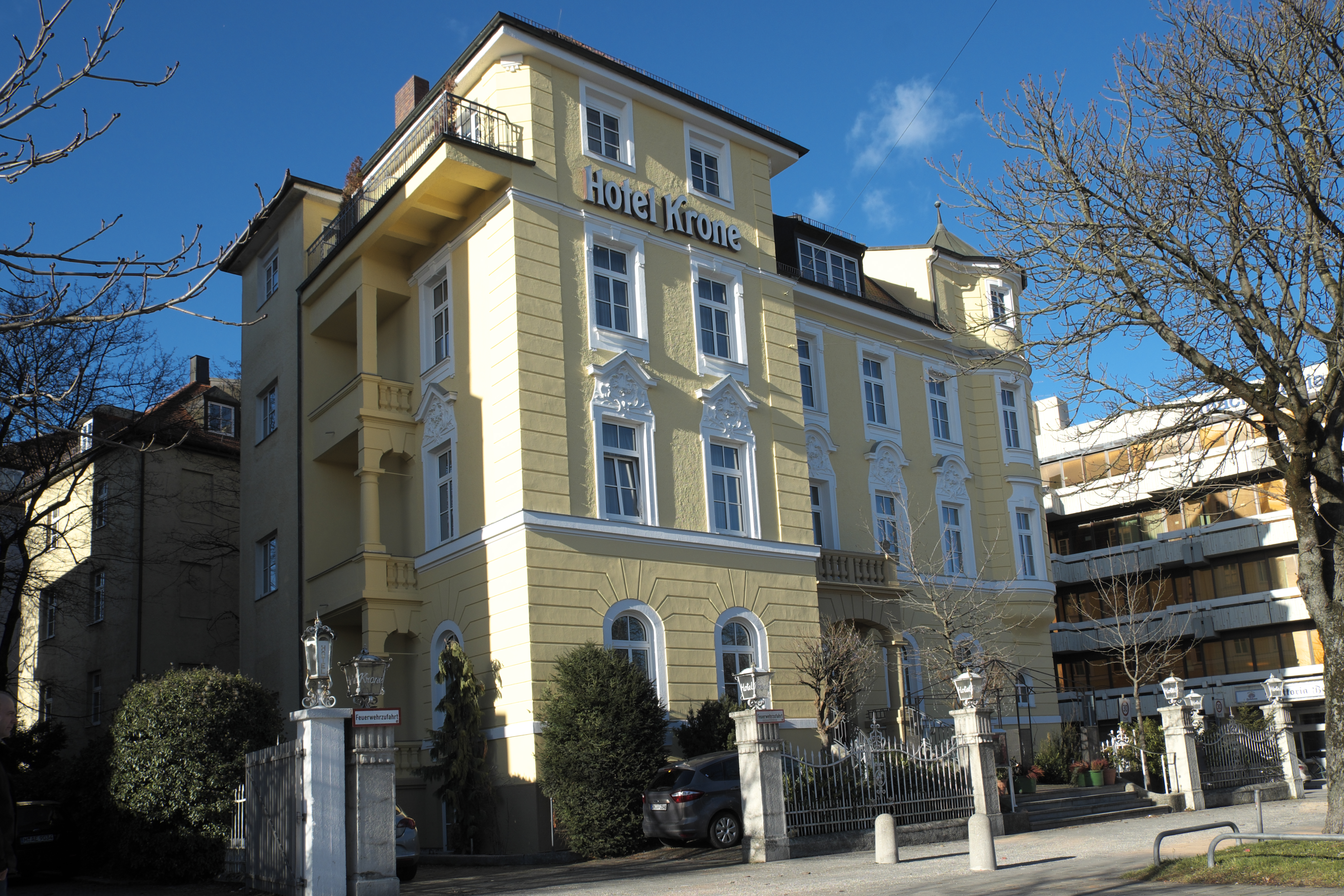
Haus Theresienhöhe 8 in München-Schwanthalerhöhe

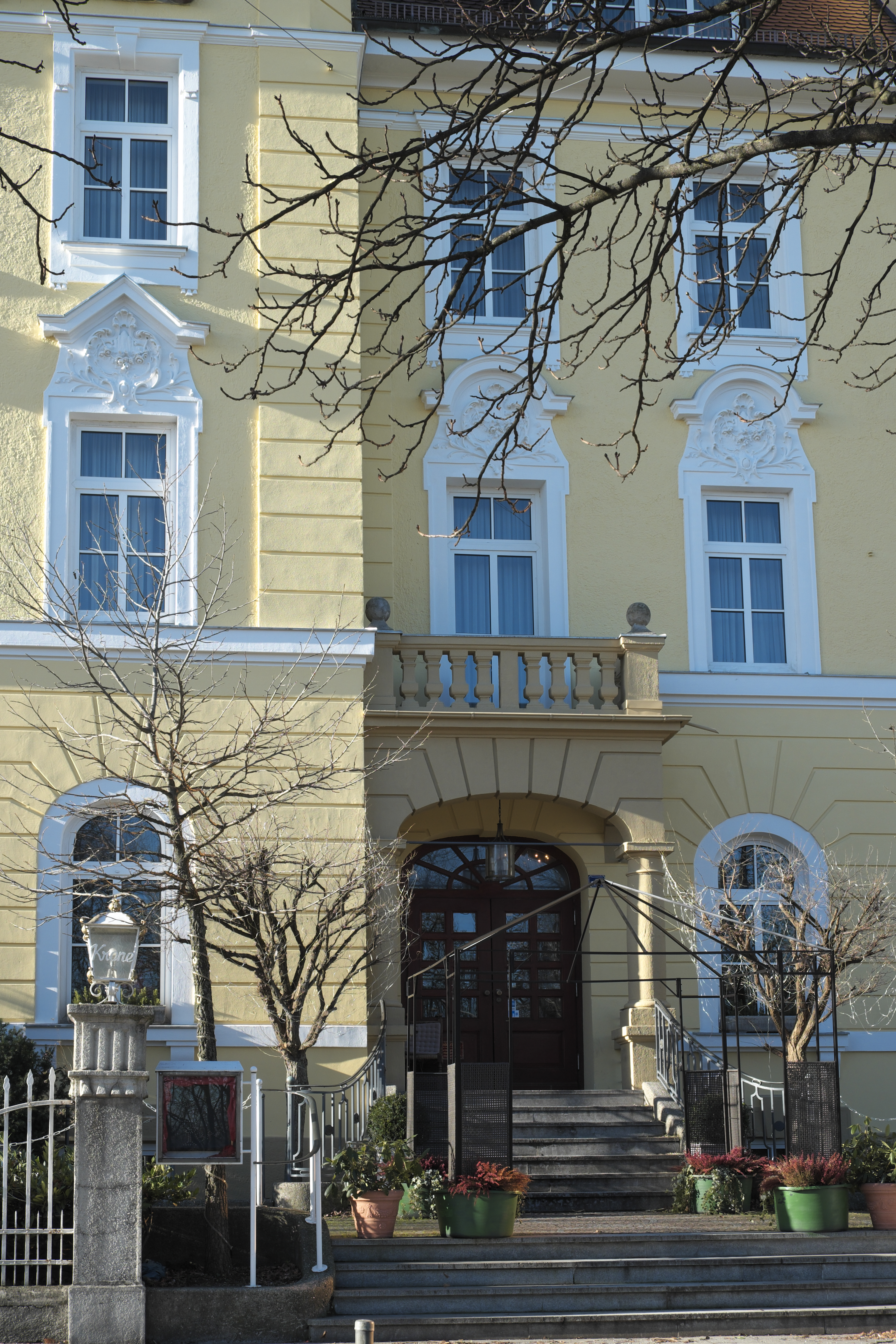
Eingangsbereich

Das Haus Theresienhöhe 8 ist ein denkmalgeschütztes Hotel im Münchner Stadtteil Schwanthalerhöhe.

## Beschreibung
Das Hotel Krone ist ein neubarocker Eckbau mit rundem Eckerker und reichem Stuckdekor. Das Gebäude, das 1897/98 von dem Baumeister Ignaz Batz errichtet wurde, bildet eine Gruppe mit dem Haus Gollierstraße 3.